# Ókuma Kijosi
Ókuma Kijosi (Szaitama, 1964. június 21. –) japán válogatott labdarúgó, később a japán U20-as válogatott szövetségi kapitánya is volt.